# Sticklerhütte
Die Sticklerhütte ist eine Schutzhütte der Sektion Graz des Österreichischen Alpenvereins und liegt auf einer Höhe von 1750 m ü. A. im hintersten Murtal, dem Murwinkel, in den Radstädter Tauern, im österreichischen Bundesland Salzburg. Die Hütte liegt an der Grenze zum Nationalpark Hohe Tauern.

## Geschichte
Die Sektion Graz des Deutschen und Österreichischen Alpenvereins erwarb 1930 die Murhütte im obersten Murtal, diese wurde jedoch 1951 von einer Lawine zerstört. Als Ersatz pachtete die Sektion ab 1958 eine rund 200 m höher gelegene Hütte, die nach ihrem bäuerlichen Eigentümer als Sticklerhütte bezeichnet wurde. Anlässlich des 100-jährigen Bestehens der Sektion Graz wurde die Hütte 1969 erworben. Die Hütte wurde 2003 renoviert.

## Zustieg
- Vom Parkplatz Muritzenalm (auch Moritzenalm) (1592 m) über den 4 km langen Güterweg zur Sticklerhütte; Gehzeit: ¾ h
- Von Arsenhaus (Postautohaltestelle) (1330 m) über Rotgüldensee-Aufstieg zur Sticklerhütte; Gehzeit: 2½ h
- Von der Zalussenalm (1660 m) zur Sticklerhütte; Gehzeit: ½ h
- Für Wanderer am Zentralalpenweg ist die Hütte ein wichtiger Stützpunkt, obwohl sie nicht direkt auf der Route des Weitwanderwegs liegt.

## Übergänge
- Über die Riedlingscharte (2275 m) und Zauneralm zur Franz-Fischer-Hütte (2020 m); Gehzeit: 5½ h
- Über die Schrovinscharte (2000 m) zur Rotgüldenseehütte (1740 m); Gehzeit: 4 h
- Über das Murtörl (2260 m) und Nebelkarscharte (2453 m) zur Tappenkarseehütte (1820 m); Gehzeit: 4½ h
- Über Murquelle (vgl. Murursprung), Schmalzscharte (2444 m), Weinschnabel (2750 m) und Gamsleitenkar zur Kattowitzer Hütte (2320 m); Gehzeit: 8 h

## Gipfel
- Weißeck (2711 m); Gehzeit: 2½ h

## Zufahrt
Muraufwärts wird die Straße etwa 6,5 km vor der Sticklerhütte ab dem Gasthaus Arsenhaus (auch: Arsenhütte) schmal und für Kfz mautpflichtig. Der letzte öffentliche Parkplatz davor liegt einige Kilometer talauswärts.
Die Fahrt ab dem Arsenhaus ist mit dem privaten Automobil noch etwa 4 km weiter bis zur rechten Einmündung des Muritzenbachs möglich. Vor dem Schranken hier steht ein Parkplatz zur Verfügung.
Die letzten 2,5 km Weg zur Sticklerhütte sind ein steiniger und mäßig steiler Güterweg, der jedoch mit einem Fahrrad von Sportlern mit wenig Gepäck gut bewältigbar und erlaubt befahrbar ist. Die Sticklerhütte bietet eine Ladestation für E-Bikes. Der Güterweg endet 200 m nach der Sticklerhütte.
Der weitere nur mehr sanft ansteigende Fußweg etwa 3 km weiter zum Murursprung läuft über Steige auf Almwiesen 2 km weiter zum Murursprung und sollte nur zu Fuß gegangen werden. Etwas unterhalb des Murursprungs ist nur an einer Stelle die Mur zwischen Steinblöcken ausreichend breit und tief, um mit dem ganzen Körper im kalten Wasser untertauchen zu können.